# デーライトシンクロ
デーライトシンクロ（「日中シンクロ」とも呼ぶ）撮影とは、昼間など・あるいは手前に明度が暗い被写体が存在する場合に、フラッシュを焚くなどすることで背景と被写体の明度差を緩和させることを目的として行う、カメラ撮影技法のひとつである。

## 概要
たとえばISO感度が100の状況でEV値が14の一般的な快晴時での風景撮影を想定すると、シャッター速度を1/125秒とすれば適正な絞りはF11となる（他のシャッター速度・F値の組み合わせでも可）。しかし風景の手前にいる人物が逆光の構図や、室内にいて窓の外を写したいような場合は、この設定だと「背景は適正露出でも人物は真っ暗」に写ってしまう。一方で人物を適正露出で写そうとすれば、今度は背景が露出オーバーとなり「白飛び」写真になってしまう。
そもそも写真フィルムやCCD・CMOSなど固体撮像素子のラティチュードは、人間の肉眼に比べると一般的にかなり狭いため、同じ視野内にある被写体ごとの露出差が大きい状況では「見たままの光景」の記録ができない。ゆえに何らかの方法で、人物と背景との明度差を緩和する必要がある。その解決手段のひとつが、デーライトシンクロである。

## 設定
露出に対しての考え方としては、「露出設定はまず背景に合わせておき、暗くなっている手前の人物にフラッシュ光を当ててやることで、背景と人物との露出を合わせる（緩和させる）」ことになる。この場合、使用するフラッシュのガイドナンバーに関する知識が必要となってくる。
先ほどの例を想定すると、使用するフラッシュのガイドナンバーが28（撮影ISO感度が100の時）・人物までの距離が3.5mの場合、フル発光であれば適正な絞り値 a は
{\displaystyle a={\frac {28}{3.5}}}
つまり、8となる。
ISO感度が100の状況でEV値が14の場合、F8に対応するシャッター速度は1/250秒であるから、カメラ側の設定数値はF8・1/250秒となる（ただし一般的なフォーカルプレーンシャッターでは、あまり速いシャッター速度を設定すると、フラッシュ光と「同調しない」・いわゆる“幕切れ”現象が発生することがある。この場合、でき上がった写真は手前に位置する被写体の一部がフラッシュ光に照らされておらず、暗いままとなる）。
またこれらの面倒な計算・操作を省き、完全自動でカメラとフラッシュが連動する形で「ハイスピードシンクロ撮影」が可能な機種が、ニコンやキヤノンを筆頭に近年は多数存在している（ただし、一般的に高価。また機構の関係で、ハイスピードシンクロ連写を続けると発光部がオーバーヒートを起こす）。